# Željeznička pruga Strizivojna-Vrpolje – Slavonski Šamac
Željeznička pruga Strizivojna-Vrpolje – Slavonski Šamac međunarodna je željeznička pruga koja preko Doboja povezuje Sarajevo na željezničku mrežu Srednje Europe. Pruga je otvorena samo za teretni promet, dok je putnički promet ukinut.